# Jüdische Gemeinde Niederstetten
Die Jüdische Gemeinde in Niederstetten im Main-Tauber-Kreis in Baden-Württemberg entstand im Mittelalter und existierte bis zur Zeit des Nationalsozialismus.

## Geschichte

### Historische Entwicklung der jüdischen Gemeinde
Bereits im Mittelalter lebten Juden in Niederstetten. Sie waren vom Rintfleisch-Pogrom 1298 betroffen. Die Entstehung der neuzeitlichen jüdischen Gemeinde geht auf das 17. Jahrhundert zurück. Erstmals werden Juden am Ort im Jahr 1647 erwähnt. 1748 gab es 15 jüdische Haushaltungen. Die höchste Zahl jüdischer Einwohner wurde um 1844 mit 217 Personen erreicht. Danach ging sie durch Aus- und Abwanderung zurück (1900 163, 1910 116 Personen). Die jüdische Gemeinde gehörte seit 1832 zum Bezirksrabbinat Mergentheim. Die jüdischen Handels- und Gewerbebetriebe waren schon im 19. Jahrhundert von großer wirtschaftlicher Bedeutung für die Stadt. Bis um 1933 gehörten zahlreiche Betriebe jüdischen Familien, darunter Fellhandlungen, Handelsgeschäfte für Wein und Landesprodukte, Textilgeschäfte, Metzgereien und Viehhandlungen. Es gab auch eine Schleiferei für Industriediamanten.

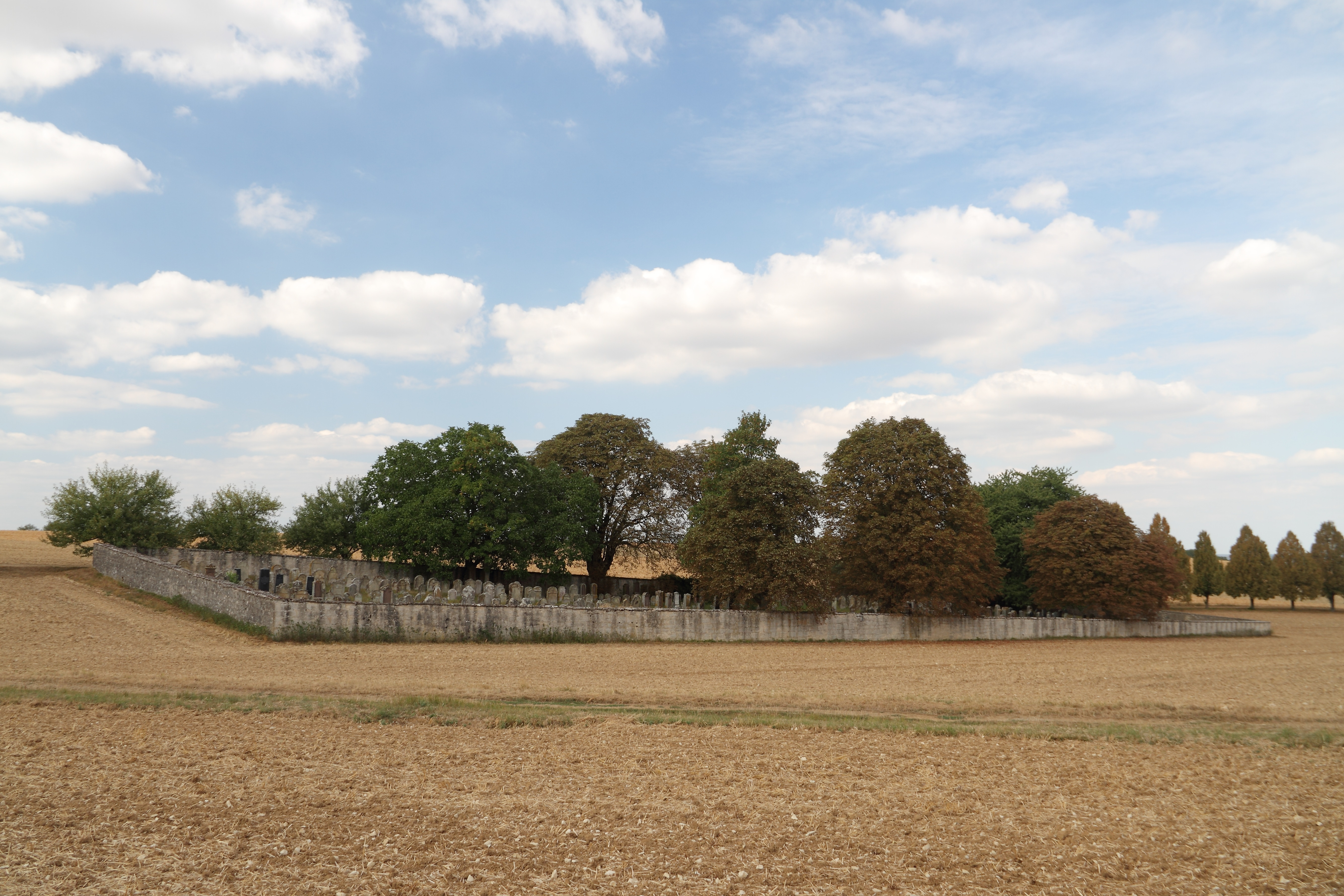
Der Jüdische Friedhof Niederstetten im Herbst 2018

Die jüdische Gemeinde Niederstetten besaß die Synagoge Niederstetten, eine israelitische Volksschule (Konfessionsschule), ein rituelles Bad und den jüdischen Friedhof Niederstetten. Ein eigener Religionslehrer war angestellt, der zugleich als Vorbeter und Schochet tätig war.
Am 25. März 1933 schleppten SA-Mitglieder die jüdischen Männer der Gegend ins Rathaus und schlugen sie unter den Augen der örtlichen Polizei brutal zusammen. Hermann Umfrid, evangelischer Pastor, protestierte öffentlich. Als die Nazis begannen, ihn zu verfolgen, kam ihm seine Kirche nicht zu Hilfe.
Auf Grund der Judenverfolgungen und -ermordungen in der NS-Zeit kamen von den 1933 in Niederstetten wohnhaften 102 jüdischen Personen 44 in Konzentrationslagern ums Leben, 45 Gemeindemitglieder wanderten aus und 12 starben im Inland eines natürlichen Todes. Eine Frau kehrte aus der Deportation nach Niederstetten zurück. Die Synagoge wurde bei dem amerikanischen Bombenangriff im April 1945 zerstört.

### Opfer des Holocaust
Von den Juden, die in Niederstetten geboren wurden oder längere Zeit im Ort wohnten, kamen in der Zeit des Nationalsozialismus die folgenden Personen beim Holocaust nachweislich ums Leben: Frieda Adler geb. Selz (1905), Rosa Benjamin geb. Thalheimer (1872), Jette Braun geb. Selling (1874), Julius Braun (1897), Max Braun (1865), Nelly Braun geb. Löwenthal (1883), Samuel Braun (1886), Wolf Braun (1874), Recha Gold geb. Stern (1865), Hanna Goldstein (1872), Rosa Haas geb. Reis (1869), Klara Herrscher geb. Straus (1877), Gella Heß geb. Reis (1866), Betty Hirsch geb. Reis (1864), Max Hänlein (1864), Albert Kahn (1882), Charlotte Kahn geb. Strauss (1887), Gertrud Kahn (1933), Johanna Kahn geb. Hänlein (1905), Klara Kahn (1903), Max Kahn (1895), Siegbert Kahn (1926), Cilli Kirchheimer geb. Rosenthal (1888), Jenny Kirchheimer geb. Löwenthal (1884), Josef Kirchheimer (1931), Max Kirchheimer (1884), Ruth Kirchheimer (1918), Simon Kirchheimer (1882), Mina Laub geb. Braun (1864), Berta Lazarus geb. Reis (1872), Regina Lemle geb. Ney (1884), Else Levi geb. Seligmann (1881), Michael (Mihai) Levi (1878), Mathilde Luchs geb. Ney (1879), Julius Löwenstein (1891), Mathilde Löwenstein (1893), Sophie Mainzer geb. Kahn (1889), Fanny Mayer geb. Reis (1889), Benno Neu (1899), Jakob Neu (1885), Jenny Oettinger geb. Reis (1892), Emma Ottenheimer geb. Straus (1871), Frieda Ottenheimer geb. Wiesenbacher (1888), Emil Reis (1930), Frieda Reis (1894), Henriette Reis (1900), Julius Reis (1936), Mina Reis geb. Feuchtwanger (1903), Walter Reis (1932), Ida Rosenfeld geb. Ney (1890), Gerson Rosenthal (1879), Jakob Rosenthal (1889), Moses Rosenthal (1878), Rosa Rosenthal geb. Samfeld (1882), Grete Schloss (?), Paula Schloss geb. Lilienstrauss (1891), Samuel Schloss (1881), Lina Schlossberger (1892), Rosa Schlossberger (1895), Henriette Schwerin (1909), Selma Schwerin geb. Reichenberger (1879), Nanny Schönwalter geb. Neu (1892), Gitta Selling geb. Braun (1896), Mathilde Stein geb. Löwenstein (1883), David Stern (1869), Albert Strauss (1890), Moses Talheimer (1855), Rosalie Weinberg (1887), Mathilde Wolf (1872) und Heinrich Wortsmann (1896).